# Joaquín de Oreamuno y Muñoz de la Trinidad
Joaquín de Oreamuno y Muñoz de la Trinidad (* 1755 in Cartago, Costa Rica; † 13. November 1827 ebenda) war Militär und vom 29. März bis zum 5. April 1823 Staatschef von Costa Rica.

## Leben

### Herkunft und frühe Laufbahn
Seine Eltern waren María de la Encarnación Muñoz de la Trinidad y Arburola und José Antonio de Oreamuno y García de Estrada. Er heiratete Florencia Josefa Jiménez y Robredo.
Er war autodidaktischer Arzt, Rechtsanwalt, Immobilieneigentümer und Hauptmann der Miliz von Costa Rica.
Er nahm an der Niederschlagung der ersten Unabhängigkeitsrevolte in der Provinz Nicoya und dem Bistum Nicaragua 1812 teil. Er war Alcalde, Alguacil Mayor von Cartago, Statthalter des Gouverneurs und Mitglied der Junta de Legados de los Pueblos, dem Parlament.

### Comandante General de las Armas
Er war der wichtigste -Caudillo der Anhänger des mexikanischen Imperiums unter Iturbide in Costa Rica.
Am 29. März 1823 putschte er gegen die republikanische Diputación de Costa Rica welcher Rafael Francisco Osejo vorsaß. Er fungierte als Staatschef unter dem selbstgewählten Titel Comandante General de las Armas. Seine Truppen wurden am 5. April 1823 durch Truppen von Gregorio José Ramírez y Castro besiegt, welche Cartago besetzten, Oreamuno gefangen nahmen und nach San José brachten. Dort wurde ein Prozess gegen ihn abgehalten, er wurde degradiert, zu Haft- und Geldstrafe verurteilt, aber kurz darauf begnadigt.
Sein Enkel war Eusebio Figueroa Oreamuno.